# Howlong
Howlong is een plaats in de Australische deelstaat New South Wales en telt 1946 inwoners (2001).